# Mister Grand International 2022
Mister Grand International 2022 là cuộc thi Mister Grand International lần thứ 5 được tổ chức tại Port of Spain, Trinidad và Tobago, vào ngày 25 tháng 11 năm 2022.
Nam vương Fernando Ezequiel Padin đến từ Puerto Rico trao vương miện cho người kế nhiệm là Michael Pelletier đến từ Thụy Sĩ.

## Kết quả

### Thứ hạng
| Hạng                            | Thí sinh |
| ------------------------------- | --- |
| Mister Grand International 2022 | - Thụy Sĩ – Michael Pelletier |
| Á vương 1                       | - Philippines – Kristzan Delos Santos |
| Á vương 2                       | - Singapore – Aaron Tan |
| Á vương 3                       | - Trinidad và Tobago – Aquil Ramsahai |
| Á vương 4                       | - Việt Nam – Nguyễn Vũ Linh |
| Á vương 5                       | - Tahiti – Teaniva Dinard |
| Top 12                          | - Bỉ – Enid Franca - Bồ Đào Nha – Pepijn Van Lishout - Campuchia – Yu Thoanvannak - Cộng hòa Dominica – Freddy Cordero - Tây Ban Nha – Harry Cruz            |
| Top 18                          | - Ấn Độ – Nehal Patil - Bolivia – Eduardo Rivero - Colombia – Andres Fernando Orta - Hoa Kỳ – Nathan Soria - Pháp – Lorenzo Bottero - Séc – Denys Poljanskyj |

### Giải thưởng đặc biệt
| Giải thưởng              | Thí sinh                              |
| ------------------------ | ------------------------------------- |
| Best in National Costume | - Việt Nam – Nguyễn Vũ Linh           |
| Mister Photogenic        | - Pháp – Lorenzo Bottero              |
| Mister Congeniality      | - Bolivia – Eduardo Rivero            |
| Social Media Ambassador  | - Bồ Đào Nha – Pepijn Van Lishout ∆   |
| Top Model                | - Việt Nam – Nguyễn Vũ Linh ∆         |
| Best in Fashion Wear     | - Thụy Sĩ – Michael Pelletier         |
| Best in Swimwear         | - Thụy Sĩ – Michael Pelletier         |
| Mister Personality       | - Singapore – Aaron Tan               |
| Best in Formal Wear      | - Philippines – Kristzan Delos Santos |
| Mister Sports Ambassador | - Campuchia – You Thoanvannak         |
| Mister Popular           | - Tahiti – Teaniva Dinard §           |

- § Vào thẳng Top 6 chung cuộc.
- ∆ Vào thẳng Top 18 chung cuộc.

## Các thí sinh
24 thí sinh dự thi.
| Quốc gia/vùng lãnh thổ | Thí sinh              |
| ---------------------- | --------------------- |
| Ấn Độ                  | Nehal Patil           |
| Bỉ                     | Enid Franca           |
| Bolivia                | Eduardo Rivero        |
| Bồ Đào Nha             | Pepijn Van Lishout    |
| Campuchia              | Yu Thoanvannak        |
| Canada                 | Thayron Lubach        |
| Colombia               | Andres Fernando Orta  |
| Cộng hòa Dominica      | Freddy Cordero        |
| Guatemala              | Ehlvest Gomez         |
| Guyana                 | Jose Ariel Roberts    |
| Hà Lan                 | Pepijin Van Lieshout  |
| Hoa Kỳ                 | Nathan Soria          |
| Honduras               | Erick Rodriguez       |
| Jamaica                | JA Vaughn Miller      |
| Pháp                   | Lorenzo Bottero       |
| Philippines            | Kristzan Delos Santos |
| Séc                    | Denys Poljanskyj      |
| Singapore              | Aaron Tan             |
| Suriname               | Damiendo August Plein |
| Tahiti                 | Teaniva Dinard        |
| Tây Ban Nha            | Harry Cruz            |
| Thụy Sĩ                | Michael Pelletier     |
| Trinidad và Tobago     | Aquil Ramsahai        |
| Việt Nam               | Nguyễn Vũ Linh        |

### Dự thi quốc tế khác
| Cuộc thi                | Năm  | Quốc gia/vùng lãnh thổ | Thí sinh       | Thứ hạng  | T.k.   |
| ----------------------- | ---- | ---------------------- | -------------- | --------- | ------ |
| Manhunt International   | 2025 | Việt Nam               | Nguyễn Vũ Linh | Á vương 4 | [ 14 ] |
| Mister Universe Tourism | 2017 | Việt Nam               | Nguyễn Vũ Linh | Top 10    |        |